# Пензенське намісництво
Пе́нзенське намі́сництво (рос. Пензенское наместничество) — адміністративно-територіальна одиниця в Російській імперії в 1778–1796 роках. Адміністративний центр — Пенза. Створене 15 вересня 1780 року на основі Пензенської провінції Казанської губернії та частини Воронезької губернії. Складалося з 13 повітів. 12 грудня 1796 року перетворене на Пензенську губернію.